# Gran Premio Subasta ACPSIE
El Gran Premio Subasta ACPSIE es uno de los grandes premios que se disputa desde el 2015 en el Hipódromo de la Zarzuela de Madrid, durante la temporada de otoño, en el mes de septiembre u octubre. La carrera está destinada a potros y potrancas de 2 años que fueran ofrecidos en la subasta pública de yearlings organizada por la ACPSIE y que figuren en la lista de aptos de la propia ACPSIE sobre una distancia de 1.400 metros.

## Palmarés[1][2][3]
| Gran Premio Subasta ACPSIE |                   |                    |                       |                          |       |
| 2024                       | OCTANS (SPA)      | Václav Janáček     | Guillermo Arizcorreta | Yeguada Rocío            | 1400m |
| 2023                       | JOKER (SPA)       | Václav Janáček     | Bárbara Valenti       | Cuadra Y Todos para Una  | 1400m |
| 2022                       | LADY MOON (SPA)   | Julia Zambudio     | Christian Delcher     | Cuadra Ategorrieta       | 1400m |
| 2021                       | CASILDA (SPA)     | José Luis Martínez | Manuel Álvarez        | Cuadra Celso Méndez      | 1400m |
| 2020                       | DANKO (GB)        | Julien Grosjean    | Ramón Avial           | Cuadra Bernardo          | 1400m |
| 2019                       | LEILANI (SPA)     | Clément Cadel      | Jesús López           | Cuadra LAC Internacional | 1400m |
| 2018                       | FLAMENKILLA (SPA) | Borja Fayos        | Eva Ímaz Ceca         | Cuadra 4 C               | 1400m |
| 2017                       | ATEGORRIETA (SPA) | Václav Janáček     | Guillermo Arizcorreta | Yeguada Rocío            | 1400m |
| 2016                       | ROMPEOLAS (IRE)   | Václav Janáček     | Guillermo Arizcorreta | Yeguada Rocío            | 1400m |
| 2015                       | ARGUERO (SPA)     | Václav Janáček     | Guillermo Arizcorreta | Yeguada Rocío            | 1400m |